# Dřevěná synagoga

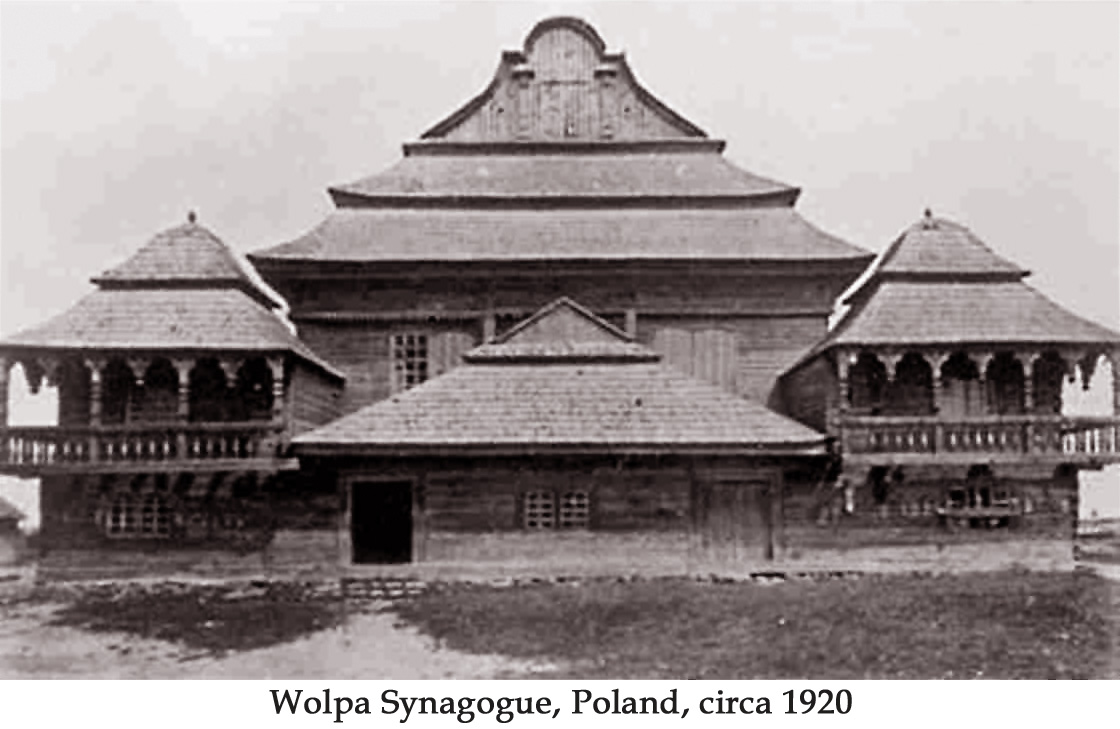
Wołpská synagoga na fotografii z roku 1920.

Dřevěné synagogy jsou specifickým druhem synagog a unikátní umělecké a architektonické ztvárnění tohoto druhu staveb, jež se nacházely zejména ve východní Evropě na území někdejší Polsko-litevské unie. Vůbec nejstarší známá dřevěná synagoga z roku 1651 pocházela z města Chodorov poblíž Lvova, nedaleko dnešní polsko-ukrajinské hranice. Nejznámější z těchto synagog vznikaly již od 17. století do počátku 19. století.
Krinsky (1996) uvádí dva typy dřevěných synagog, které měly oba původ v renesančních zděných synagogách. Jednodušším typem byly osové synagogy, typické pro oblast centrálního a jižního Polska. Druhým, složitějším typem, byly centrální synagogy, typické pro oblast severního Polska, dnešního Běloruska a Litvy. Interiéry byly často bohatě zdobeny.
Většina synagog tohoto druhu byla zničena během první nebo druhé světové války a do dnešní doby se dochovalo pouze několik menších dřevěných synagog, z nichž řada je v chátrajícím stavu.
Mezi české, již nestojící synagogy lze počítat dřevěnou stavbu synagogy v Třebívlicích, nebo původní synagogu v Úštěku či synagogu v Lomnici, kterou také nahradila pevnější stavba.

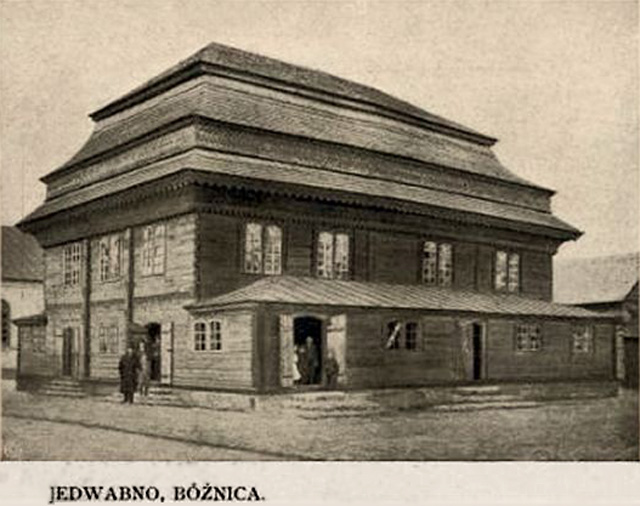
Dřevěná synagoga v Jedwabnem (dnešní Polsko) shořela při neúmyslném požáru roku 1913
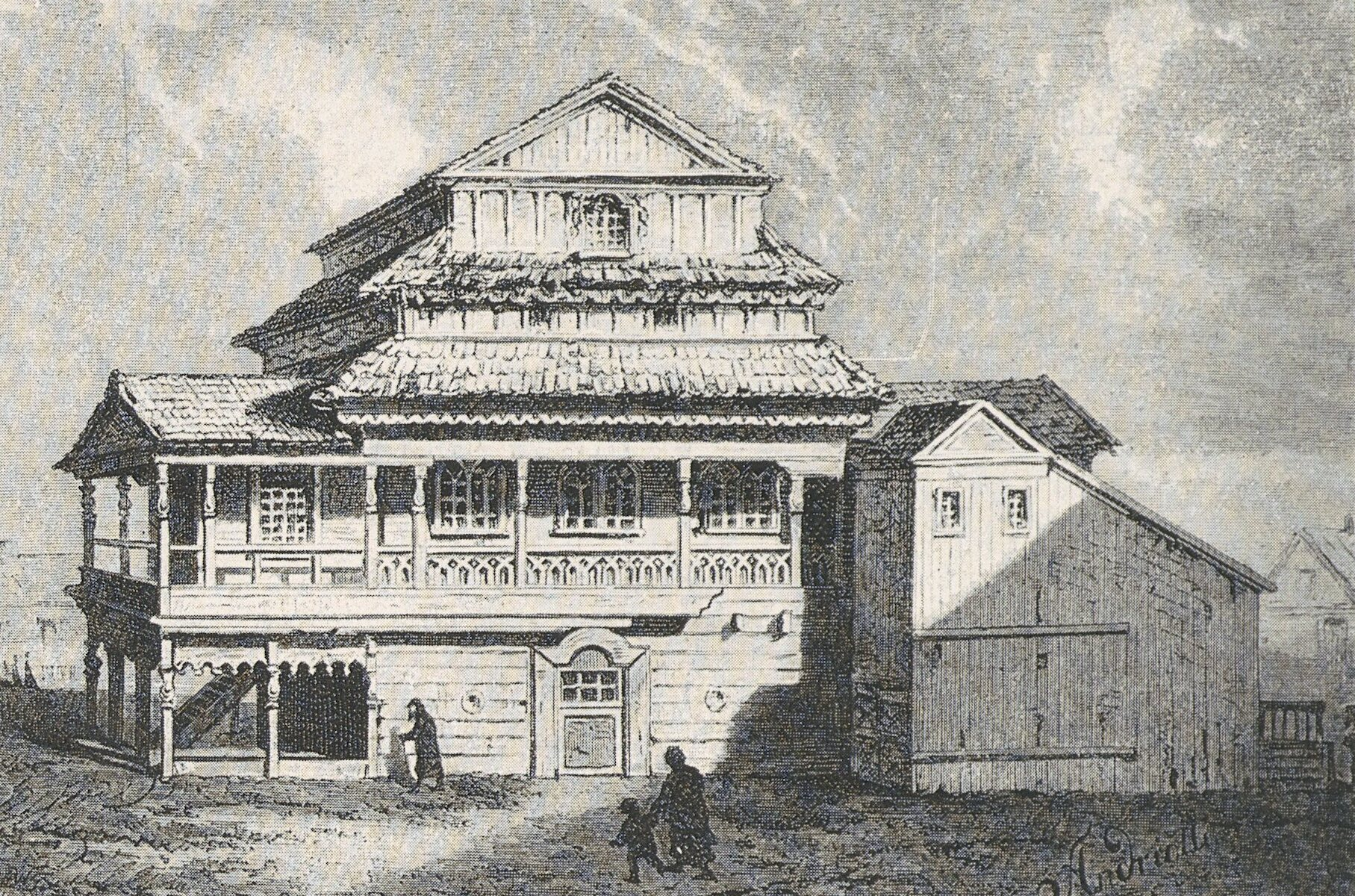
Dřevěná synagoga v Jurbarkasu (dnešní Litva) byla zničena litevskými kolaboranty během druhé světové války
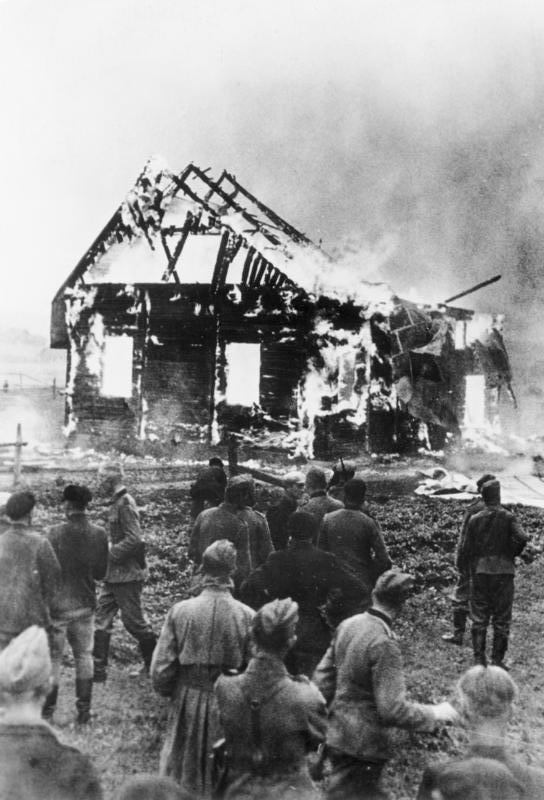
Němečtí vojáci sledují zapálenou synagogu v Litvě, 1941
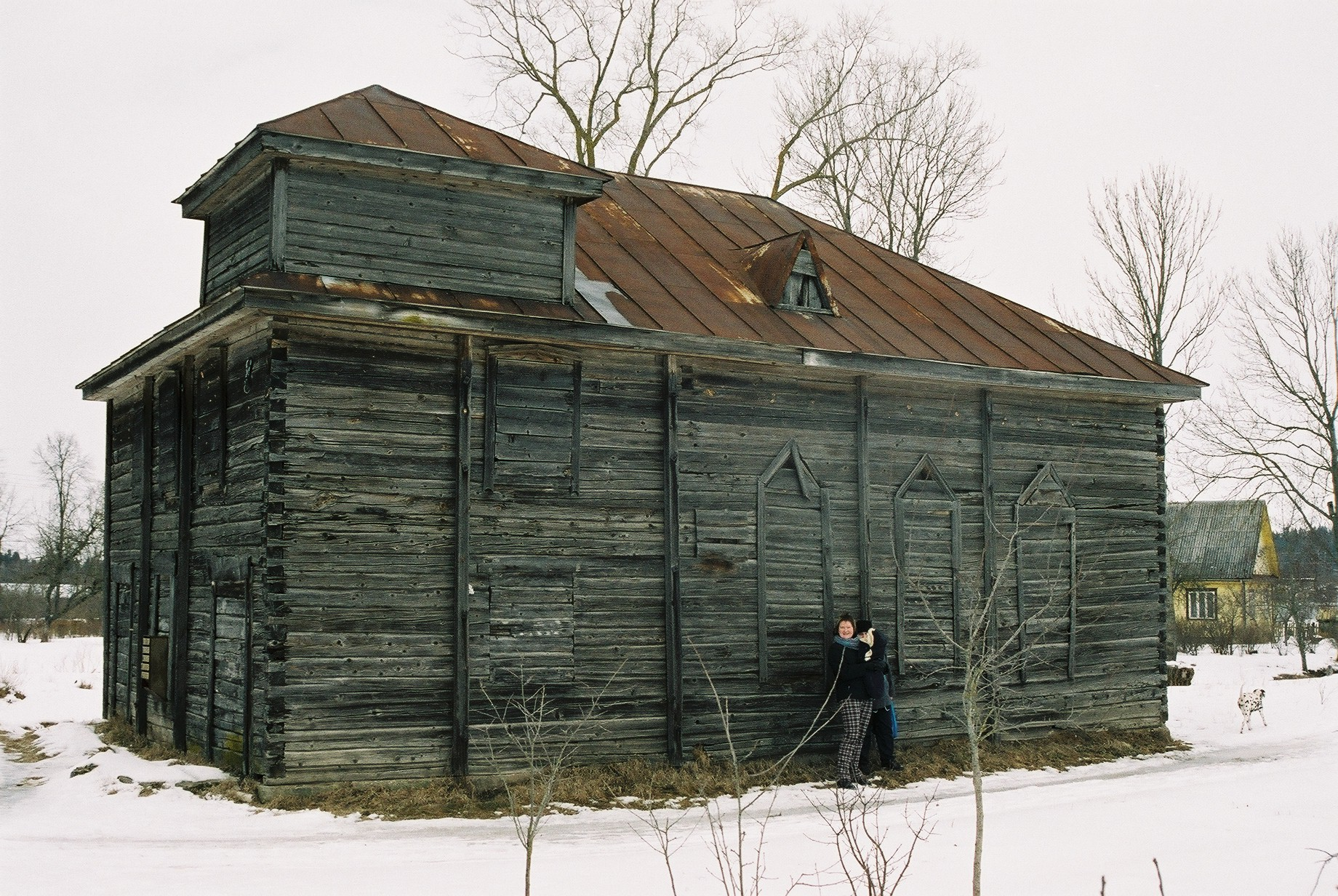
Dochovaná dřevěná synagoga v Kurklilai (dnešní Litva)
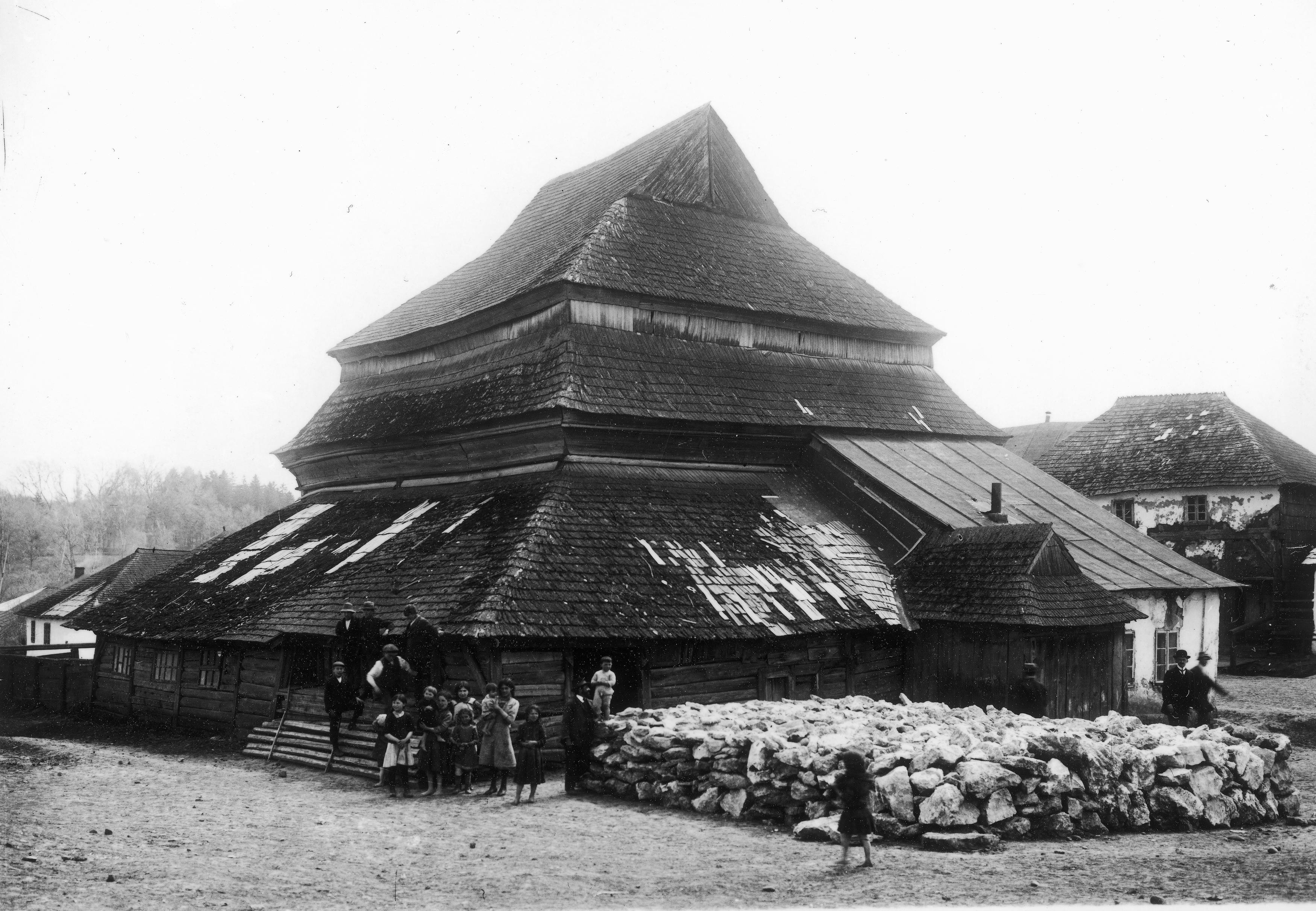
Synagoga ve Gvizdci (dnešní Ukrajina), 1940